# Morgan Wallen
Morgan Cole Wallen (Sneedville, 13 de maio de 1993) é um cantor e compositor norte-americano de música country. Wallen é um dos principais rostos de country da atualidade e é também um dos artistas musicais da década de 2020 mais populares e bem-sucedidos nos EUA, tendo conseguido dois álbuns número um e três singles número um no seu país natal.
Morgan Wallen competiu na sexta temporada do The Voice, originalmente como um membro da equipa de Usher, mas mais tarde como membro da equipa de Adam Levine. Depois de ser eliminado nas eliminatórias da temporada, ele assinou pela Panacea Records, lançando o seu EP de estreia, Stand Alone, em 2015.
Em 2016, Wallen assinou com a Big Loud, lançando o seu álbum de estreia, If I Know Me, em 2018. O álbum inclui os singles "Up Down" (com participação de Florida Georgia Line), "Whiskey Glasses"
e "Chasin' You". If I know Me chegou ao n.º 1 da tabela do Top de Álbuns de Country da Billboard. O segundo álbum de Wallen, Dangerous: The Double Album, foi lançada em janeiro de 2021, e em fevereiro de 2021 tornou-se o único álbum de country na história de 64 anos da Billboard 200 a ficar nas suas primeiras sete semanas no n.º1. Esteve um total de 10 semanas nesse lugar, o primeiro álbum a fazê-lo desde Whitney, de Whitney Houston em 1987. O álbum inclui os singles "More Than My Hometown", "7 Summers" e "Wasted on You".
O seu terceiro álbum, One Thing at a Time (2023), esteve da Billboard 200 por 19 semanas não-consecutivas - tendo 12 delas sido consecutivas -, sendo o álbum que mais unidades equivalentes movimentou em uma única semana nos EUA em 2023, o álbum country com a melhor semana desde Red (Taylor's Version), álbum de Taylor Swift lançado em novembro de 2021, o álbum country que mais semanas passou na liderança da Billboard 200 em toda a história da parada, assim como álbum que mais semanas passou na liderança da Billboard 200 na década de 2020, ultrapassando Un Verano Sin Ti (2022), de Bad Bunny, que havia ocupado o nº 1 da principal parada de álbuns dos EUA durante 13 semanas. 
Todas as 36 faixas de One Thing at a Time entraram na Billboard Hot 100 Isto quebrou o recorde de mais músicas por um artista na tabela em uma vez. "Last Night" (2023), o terceiro single de One Thing a Time, atingiu o topo de Hot 100 em 2023, tornando-se no primeiro tema de Wallen como artista principal a fazê-lo. Com 16 semanas (não-consecutivas) no n.º 1 da Billboard Hot 100, " Last Night" ficou apenas atrás de "Old Town Road" (2019), de Lil Nas X com Billy Ray Cyrus, como o tema que mais semanas passou no n.º 1 da mais importante parada de canções dos EUA, empatando com "Despacito" (2017), de Luis Fonsi e Daddy Yankee, e "One Sweet Day" (1995), de Mariah Carey com Boyz II Men. Sendo assim, durante 14 meses - ou seja, antes de "A Bar Song (Tipsy)", de Shaboozey, ter conquistado 17 semanas no n.º 1 da Hot 100, em novembro de 2024 -, entre as canções que não constituem colaborações, "Last Night" foi o tema que mais semanas passou no n.º 1 em toda a história daquela parada - que começou a ser compilada em 1958 -, ultrapassando o recorde anteriormente batido por "As It Was" (2022), de Harry Styles, que passou 15 semanas na liderança da da Hot 100. "Last Night" foi também a canção que mais semanas passou no n.º 1 da Billboard Hot 100 em 2023 - ficando à frente daquele que é o maior êxito global de 2023, "Flowers", de Miley Cyrus -, com um total de 16 semanas, de março a agosto. Na Austrália, "Last Night" passou um total de oito semanas no n.º 1 da principal parada de singles, quebrando um recorde de 31 anos, detido até então ̟por Billy Ray Cyrus - com a canção "Achy Breaky Heart (1992) -, como a canção country que mais semanas passou no n.º 1. "Last Night" foi também o terceiro tema que mais semanas passou no.º 1 daquela parada australiana em 2023, ficando apenas atrás de "Flowers", de Miley Cyrus, e "Paint the Town Red", de Doja Cat.
Em 2024, Wallen chegou duas vezes ao n.º 1 da Billboard Hot 100: como artista participante, com o single "I Need Some Help" - que passou seis semanas não-consecutivas na liderança da mais importante parada de canções dos EUA, sendo a segunda canção que mais semanas passou na liderança da Hot 100 em 2024, ficando apenas atrás de "A Bar Song (Tipsy)" -, de Post Malone, e mais tarde como artista principal, com "Love Somebody", o segundo single do seu futuro quarto álbum de estúdio. "Love Somebody" destronou ""A Bar Song (Tipsy)", que ocupava o n.º 1 da Hot 100 há 14 semanas consecutivas, tendo este último sucesso destronado "Love Someboday" na semana seguinte.